# Камень (Малопольское воеводство)

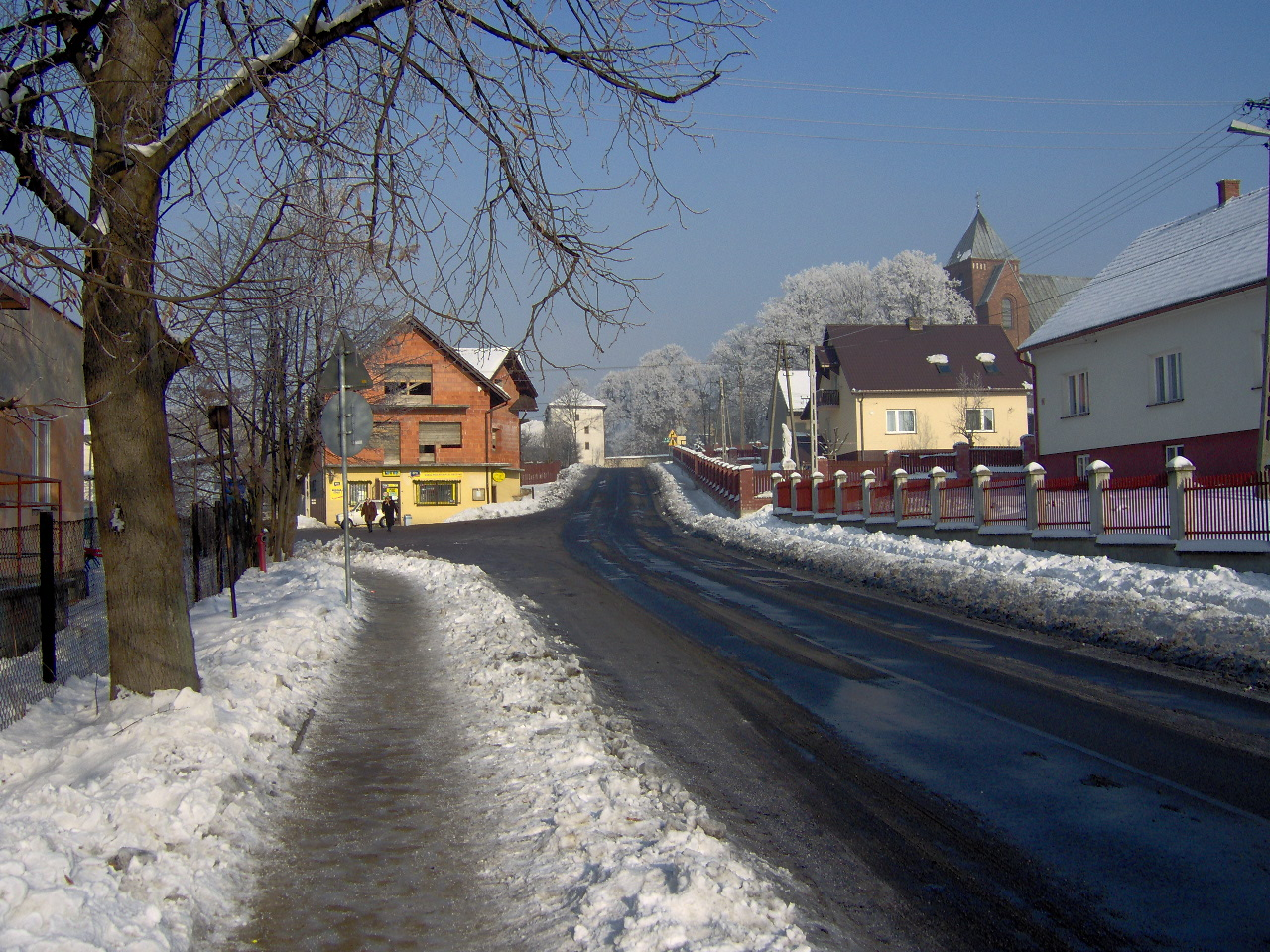
Вид села

Ка́мень (пол. Kamień) — село в Польше в сельской гмине Чернихув Краковского повета Малопольского воеводства.

## География
Село располагается в 7 км от административного центра гмины села Чернихув и в 26 км от административного центра воеводства города Краков.
Село состоит из частей, которые имеют собственные названия: Багенна, Борова-Гурка, Домброва, Пяски, Под-Гурой, Подгурче, Под-Острой, Пшедевсе, Пши-Улицы, У-Гарув, Загурче и За-Косьцёлом.
В 1975—1998 годах село входило в состав Краковского воеводства.

## Население
По состоянию на 2013 год в селе проживало 1492 человек.
| 2010 | 2013 |
| ---- | ---- |
| 1483 | 1492 |

| Перепись  | Всего   | Всего | Женщины | Женщины | Мужчины | Мужчины |
| --------- | ------- | ----- | ------- | ------- | ------- | ------- |
| Единицы   | человек | %     | человек | %       | человек | %       |
| Население | 1492    | 100   | 751     |         | 741     |         |

## Достопримечательности
- Церковь Пресвятой Девы Марии Защитницы.